# Governo Regional de Múte Bourup Egede II
O Governo Múte Bourup Egede II é um governo formado com base nos resultados das eleições regionais na Groenlândia em 2022.
Iniciou o seu mandato em abril de 2022. 
Integra o Partido do Povo Inuíte (social-democrata, independentista) e o Avante (social-democrata, independentista).
Conta com 22 dos 31 lugares do Parlamento da Groenlândia (Inatsisartut). 

| Governo                                  | Primeiro-ministro | Partidos                                               |
| ---------------------------------------- | ----------------- | ------------------------------------------------------ |
| Governo Regional de Múte Bourup Egede II | Múte Bourup Egede | Partido do Povo Inuíte Inuit Ataqatigiit Avante Siumut |